# حسام‌الدین نائیجی
حسام الدین نائیجی (متولد ۱۳۶۵/۱/۲۹) در آمل بازیکن و مربی بین‌المللی والیبال است.وی فرزند قاسم ناییجی بازیکن و مربی ارزنده والیبال استان مازندران و از مربیان بازیکن ساز این شهرستان می باشد  وی مؤسس باشگاه خانه والیبال در امل است.ایشان دارای مدرک لیسانس تربیت بدنی می باشند 

## بازیکن
| فصل                                  | تیم               | نقش    | رتبه  |
| ------------------------------------ | ----------------- | ------ | ----- |
| لیگ برتر والیبال مردان ایران ۱۳۸۰    | ابفا امل          | بازیکن | دهم   |
| لیگ برتر والیبال مردان ایران ۱۳۸۱    | نارنجستان نور     | بازیکن | ششم   |
| لیگ دسته یک والیبال مردان ایران ۱۳۸۶ | باشگاه شهید ربیعی | بازیکن | دوم   |
| لیگ دسته یک والیبال مردان ایران ۱۳۸۷ | کاله مازندران     | بازیکن | اول   |
| لیگ برتر والیبال مردان ایران ۱۳۸۸    | کاله مازندران     | بازیکن | چهارم |
| لیگ برتر والیبال مردان ایران ۱۳۸۹    | کاله مازندران     | بازیکن | سوم   |
| لیگ دسته یک والیبال مردان ایران ۱۳۹۰ | کاله جوان         | بازیکن | سوم   |
| لیگ دسته یک والیبال مردان ایران ۱۳۹۱ | گل گهر سیرجان     | بازیکن | چهارم |
| لیگ دسته یک والیبال مردان ایران ۱۳۹۳ | کاله جوان         | بازیکن | دوم   |
| لیگ دسته یک والیبال مردان ایران ۱۳۹۴ | شهرداری بجنورد    | بازیکن | سوم   |

## مربی
| فصل                                  | تیم             | نقش    | رتبه    |
| ------------------------------------ | --------------- | ------ | ------- |
| لیگ دسته یک والیبال مردان ایران ۱۳۹۸ | خوش سیما امل    | مربی   | نهم     |
| لیگ برتر نوجوانان ۱۳۹۹               | لبنیات هراز آمل | سرمربی | دوم     |
| لیگ برتر نوجوانان ۱۴۰۰               | لبنیات هراز آمل | سرمربی | سوم     |
| لیگ دسته یک والیبال مردان ایران ۱۴۰۱ | شمس             | مربی   | دوازدهم |
| لیگ برتر والیبال مردان ایران ۱۴۰۲    | هورسان رامسر    | مربی   | دهم     |

## مربیگری ملی
| رویداد                                                        | تیم                              | نقش  | مقام |
| ------------------------------------------------------------- | -------------------------------- | ---- | ---- |
| کوراناکیا کاپ ایتالیا ۲۰۲۲                                    | تیم ملی نوجوانان والیبال         | مربی | ششم  |
| اردوی تدارکاتی زراعت بانک ترکیه ۲۰۲۲                          | تیم ملی نوجوانان والیبال         | مربی | _    |
| نوجوانان آسیا ۲۰۲۲ تهران                                      | تیم ملی نوجوانان والیبال         | مربی | دوم  |
| بزرگسالان آسیا مرکزی لاهور پاکستان ۲۰۲۲                       | تیم ملی نوجوانان والیبال         | مربی | دوم  |
| مسابقات آسیا مرکزی بزرگسالان (cava) قرقیزستان ۲۰۲۳            | تیم ملی نوجوانان والیبال         | مربی | اول  |
| کاپ سانتاریتا برزیل ۲۰۲۳                                      | تیم ملی نوجوانان والیبال         | مربی | اول  |
| مسابقات نوجوانان جهان آرژانتین ۲۰۲۳                           | تیم ملی نوجوانان والیبال         | مربی | دوم  |
| رقابت‌های والیبال زیر ۱۸ سال پسر منطقه آسیای مرکزی (کاوا) ۲۰۲۳ | تیم ملی والیبال زیر ۱۷ سال ایران | مربی | دوم  |
| رقابت‌های والیبال قهرمانی زیر ۱۷ سال جهان ۲۰۲۳                 | تیم ملی والیبال زیر ۱۷ سال ایران | مربی | پنجم |